# Puebla de la Calzada
Puebla de la Calzada é um município da Espanha na comarca de Tierra de Mérida - Vegas Bajas, província de Badajoz, comunidade autónoma da Estremadura, de área 14,2 km². Em 2021 tinha 5 861 habitantes (densidade: 412,7 hab./km²).

## Demografia
| Variação demográfica do município entre 1991 e 2004 [carece de fontes?] | Variação demográfica do município entre 1991 e 2004 [carece de fontes?] | Variação demográfica do município entre 1991 e 2004 [carece de fontes?] | Variação demográfica do município entre 1991 e 2004 [carece de fontes?] |
| ----------------------------------------------------------------------- | ----------------------------------------------------------------------- | ----------------------------------------------------------------------- | ----------------------------------------------------------------------- |
| 1991                                                                    | 1996                                                                    | 2001                                                                    | 2004                                                                    |
| 5480                                                                    | 5481                                                                    | 5522                                                                    | 5580                                                                    |